# پنجره حقیقی

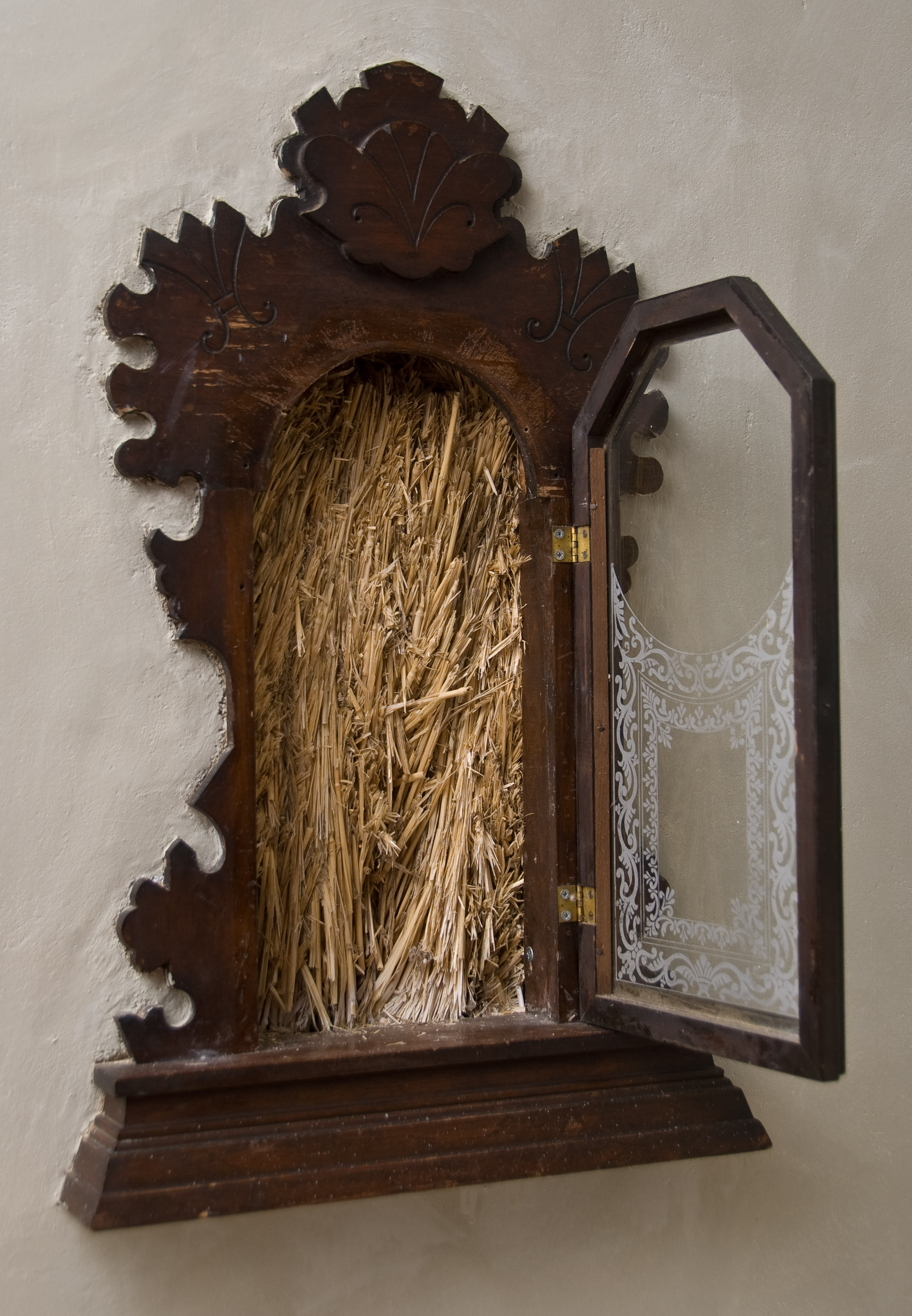
پنجره حقیقی در یک خانه با بلوک کاه.

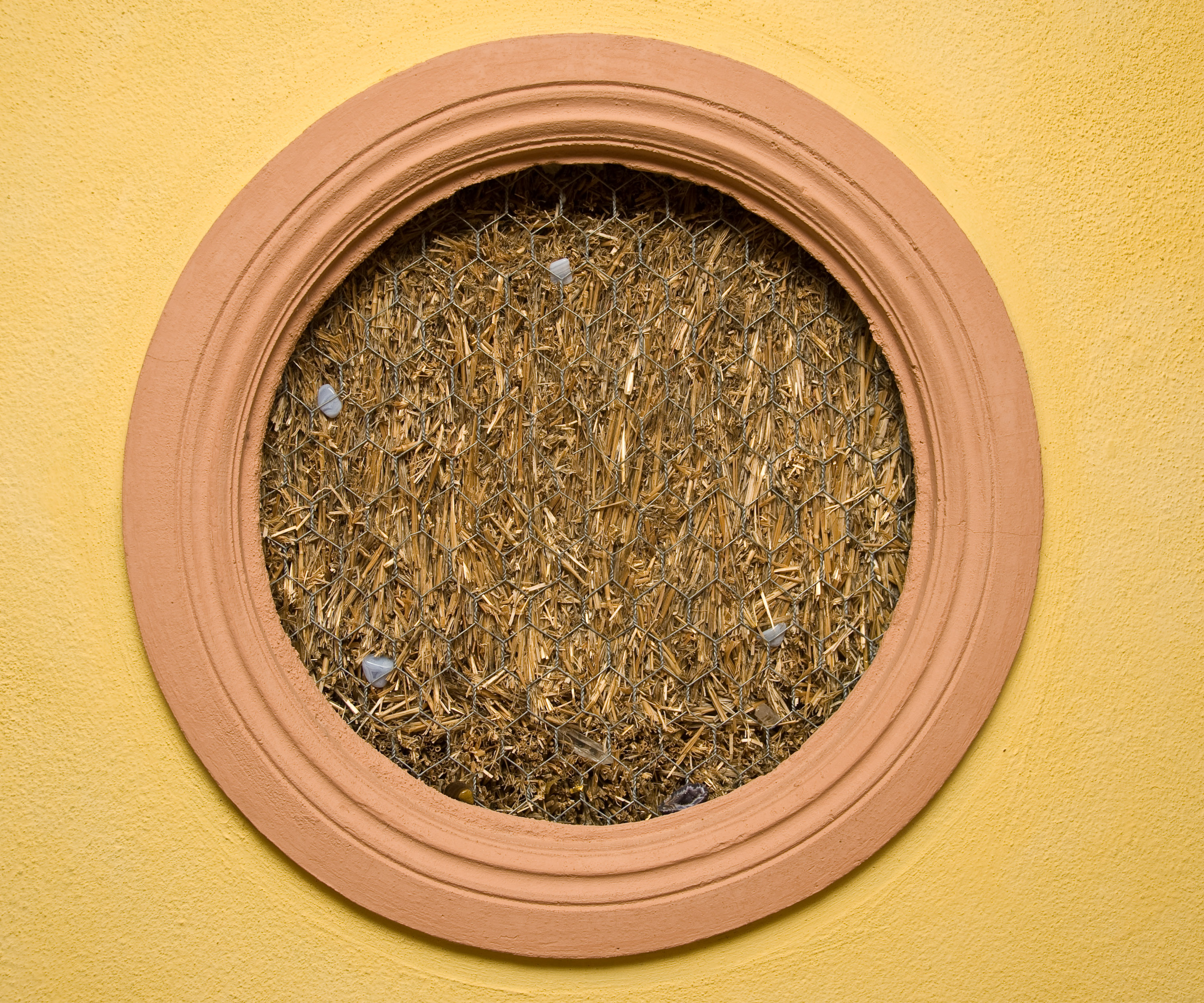
پنجره حقیقی بدون پوشش.

پنجرهٔ حقیقی یا دیوار حقیقی دریچه‌ای ایجاد شده در سطح دیواراست. (یا دیوار حقیقی)
برای نشان دادن لایه‌ها یا اجزای درون دیوار است.
در خانه‌ای ساخته شده با بلوک کاه، از پنجره حقیقی غالبابرای نشان دادن اینکه دیوارها واقعاً از بلوک کاه ساخته شده‌اند، به کار می‌روند. قسمت کوچکی از دیوار بدون گچ کاری در داخل>ساختمان باقی می‌ماند، و از قابی برای ساخت پنجره‌ای که فقط پوشالی که دیوار از آن ساخته شده است را نشان می‌دهد، استفاده می‌گردد.
طرح‌های بسیاری برای پنجره‌های حقیقی وجود می‌آیند. ممکن است شیشه یا پانل چوبی، بازشو بر روی پنجره قرار گیرد، یا ممکن است یک دریچه قاب دار ساده باشد.
قابلیت آسیب پذیری احتمالی یک پنجره حقیقی در برابر نفوذ رطوبت گاهی به حدی افزایش می‌یابد که به یک دغدغه تبدیل می‌شود.

## بیشتر بدانید
- بلوک کاه